# Locumba
Locumba – miasto w Peru, w regionie Tacna, w prowincji Jorge Besadre. W 2008 liczyło 667 mieszkańców.